# カシディー国際空港
カシディー国際空港（カシディーこくさいくうこう、英語: Cassidy International Airport）は、キリバス共和国のライン諸島中最大の島、クリスマス島にある国際空港である。

## 就航航空会社
- フィジー・エアウェイズ（ホノルル、ナンディ）